# María Rosa Finchelman
María Rosa Finchelman (Buenos Aires, 6 de junio de 1925 - Córdoba, 2005) fue una escritora, periodista, dramaturga, actriz, y docente argentina. Nació y residió en Buenos Aires, Argentina, en 1925, donde residió, realizó sus estudios terciarios y universitarios y desarrolló la mayoría de sus actividades profesionales hasta que en 1960 se trasladó a Córdoba donde vivió hasta su fallecimiento, ocurrido en 2005.

## Estudios
Obtuvo los títulos de Licenciada en Teatro en la Universidad Nacional de Córdoba y el de Educadora de Teatro del Ministerio de Educación de Córdoba.

## Publicaciones

### Cuentos para niños
- El Señor Viento Otto (Bs.As.-Centro Ed.de Am.Lat, 1978).
- El bostezo redondo de Sandra. (Bs.As. Ed. Plus Ultra 1982 ).
- Desde Córdoba les contamos (antología en col. El Señor Viento Otto (Córdoba: Sicornio Editorial, 2000 y otras).
- Mumy, la gata persa y Boa Boidos. 2º Ed.-Bs.As.-Ed. Plus Ultra 1886). Cosicuentos de Chiquimundo (libros de cuentos. 2º Ed.- Bs.As. Ed.Plus Ultra 1986). Humos en la cabeza (Colección Dulce de Leche con ediciones del diario La Voz del Interior y otros del interior del país). Ualabí y su “no puedo” (Bs. As. La Nación de los chicos, 1998, etc.). Y otros cuentos publicados en el Suplemento Infantil de La Nación, en La Voz del Interior y otros:

Los sicornios; Espejito y flor violeta; La tortuga Huga; Pashky, el río que se volvió del revés; Verónica y la nube de gas Kaspers; Los bolsillos de Ualabí; ¡Pobre hado José!; Desrisa en Risalandia; Boxy, el perro; Amigos
El cumpleaños de Chick y Chack
El árbol de los sueños y otros.
También otros cuentos y poesías publicados en diarios, revistas, manuales y antologías varias.

### Cuentos para adultos
Queridos cimientos y La invitación (en anologías El Caldero de los Cuenteros, Córdoba 1996 y 1997, respectivamente); Encantamiento (Antología Cuentos de la prensa, Córdoba, Ed. Del Boulevard, 1998); 'Final de Invierno (El Emporio Ediciones, Córdoba, 2008). Otros inéditos.

### Obras de teatro
- Donde menos se piensa... salta el estornudo. (2º Ed. Bs.As. Ed. Plus Ultra 1984)
- De fantasmas y otros yuyos (Bs.As. Ed. Plus Ultra, 1985).

Otras piezas publicadas en revistas varias y de educación
- Dos viejitos tristes, Don Quixot de la Plancha; Un misterio...¡misterioso, misterioso; El gaucho; etc.). Al Japón no se va en bici. Juguemos en la selva mientras los peces no están. Champagne y caviar. Ualabí (coautora). Pequeña hermana (Autora 2º parte). Otras obras para adultos y para niños inéditas.

### Ensayos
- Expresión teatral infantil. Auxiliar del docente. (2º Ed. Bs.As.: Ed.Plus Ultra, 1991)
- Alrededor del fogón. Narración oral. (Córdoba- Fe-Fínchelman Editora. 2001).
- El Teatro con Recetas, Editorial Instituto Nacional del Teatro (Inteatro), Buenos Aires 2006.

Colaboró en revistas varias, literarias, culturales y de educación con ensayos, artículos, entrevistas y notas sobre creatividad, narración, cultura general, etc. y críticas sobre literatura infantil y teatro,

## Premios y distinciones
- Premio Jerónimo Luis de Cabrera: como “Ciudadana destacada”. Municipalidad de Córdoba, 2000).
- Primer Premio por El Señor Viento Otto, (Concurso Nacional del Centro Editor de Amér. Lat., Colec. Cuentos del Chiribitil, 1977). Cuento seleccionado entre los 30 libros argentinos más representativos. (Cedoclij del Pili-OEA).
- Premio Alberto Burnichon Editor. Al Libro mejor editado en Córdoba 1999-2000, por El Señor Vieno Otto Sicornio Editorial(Feria del Libro- Córdoba 2000). El mismo libro integra la Lista de los mejores libros en español para niños y jóvenes- Lista de Honor Cuatrogatos 2003-
- Mención Especial en el 16º Concurso “Los libros Mejor Impresos y Editados en la Argentina –Bienio 2000/2001”. (Cámara del Libro- Feria del Libro “El Libro del Autor al Lector. Bs.As. 2003).
- Segundo Premio Nacional por Expresión teatral infantil. Auxiliar del docente. (Ministerio de Educación y Justicia- Secretaría de Cultura de la Nación, Período 1981-1984.- Bs.As.).
- Premio Alicia Moreau de Justo, por Expresión teatral Infantil
- Mención especial por Donde menos se piensa salta el estornudo (Secretaría de Cultura de la Nación, 1992. Obra traducida y representada en Alemania).
- Mención por Los Sicornios (Cuento para toda edad. SADE Córdoba, 1979 ).
- Mención por Cólderes (Cuento para adultos. Secr. de Cult. Vte.López, Bs. As.: 1991).
- Mención de Honor por Cólderes (Consejo Federal de Inversiones- Bs. As.: 2000).

En 1968 fue becariac de la Comisión Fulbright (Dpto. de Estado de los Estados Unidos, para estudiar en ese país y en Puerto Rico) y del Conicet (Consejo Nacional de Investigaciones Científicas y Técnicas) como investigadora formada (Tema: Literatura y teatro infantil argentinos. Inédito).

## Actividad Profesional
Organizó y dirigió el I y el II Encuentro Argentino y el I Encuentro Latinoamericano de Escritores y de Teatro para Niños y Adolescentes (Presencia de autores literarios y dramaturgos, directores, periodistas, festival paralelo, etc. Secretaría de Cultura del Gobierno de Córdoba, 1986 y 1988, respectivamente).
Dictó cursos y conferencias en el país y en el exterior (México, Puerto Rico, Uruguay, Israel, Perú, Finlandia, Suecia).
Fue invitada especial y panelista en numerosos festivales, congresos, encuentros y mesas redondas (Finlandia. Perú, etc. En Argentina, entre otros, en la Exposición Feria Internacional de Buenos Aires - El Libro del Autor al Lector- Bs.As.).
Dirigió numerosas obras de teatro para adultos y para niños de su autoría y de otros dramaturgos. Actuó en muchas de ellas. En 1992 desempeñó el rol protagónico femenino en El violinista sobre el tejado, de Sholem Aleijem, dirigido por Miguel Iriarte, en el Teatro del Libertador General San Martín y en el Teatro Comedia, de Córdoba. Creó, actuó y codirigió: Champagne y caviar, (obra representada en la sala Luis de Tejeda del Teatro del Libertador Gral.San Martín, Córdoba, 1995 y 1996). En 1998 estrenó en la misma sala, su obra Ualabí, en codirección y actuación. En 1999 fue seleccionada por el director de teatro alemán Stephan Suschke para actuar en la obra La Misión, de Heiner Müller. Actuó en publicidad para T.V. (Agencia Prisma). Codirigió y actuó en Pequeña hermana, (textos propios y de J. Mauricio- Córdoba 2001- 2003).
Fue Jurado de concursos de literatura y de teatro por y para niños, adolescentes y adultos. (Sade, AAL, Secr. de Cultura de Córdoba, Las Varillas, revista Aquí Vivimos, Fiesta Regional de Teatro, Esc. Integr. Israelita de Cba. en editoriales varias, etc.).
Fue cronista del diario La Voz del Interior de Córdoba, en el que se desempeñó en las secciones: Cultura y literatura; Artes y espectáculos; Turismo y Del interior, suplemento en el que publicó sus editoriales con humor: Quejas a la Enésima Potencia, y más de 100 entrevistas a personas de la cultura del interior de la provincia de Córdoba. En ese diario hizo, especialmente, crítica teatral y literaria y cubrió todo tipo de eventos culturales.
Productora, directora y narradora del capítulo Mundo infantil (Fonovoz: sistema telefónico de información y entretenimiento de La Voz del Interior 1992-96).
Coordinó y colaboró en la publicación: Literatura Infantil y Juvenil- Guía de lecturas, (Asociación Argentina de Lectura, filial Córdoba 1982-84).
Colaboró en diarios y revistas del país (La Nación (Argentina)|La Nación]], Lectura y Vida, La Obra, Papeles de Córdoba, Provencred, Aquí vivimos, Para todos, La Revista SADE, Córdoba, etc.) Intervino como comentarista cultural en diversos programas radiales y televisivos (LW1 Radio Universidad, Canal 10, Canal TCC, de Córdoba).
Fue invitada como representante argentina a numerosos congresos y/o festivales de teatro, narración y literatura, americanos, europeos y de Medio Oriente (Suecia, Finlandia, España, Israel, Perú, etc.).
Desempeñó la presidencia y otros cargos directivos en instituciones como SADE (Sociedad Argentina de Escritores, Córdoba), AAL (Asociación Argentina de Lectura. Cofundadora), Asociación de Críticos de Córdoba, (cofundadora), La Zaranda. (Asociación de Periodistas para la Promoción de las Artes, Córdoba), etc. Ex Socia fundadora de Sicornio Editorial (disuelta).
Su biografía figura en diccionarios:
de Mujeres:´Diccionario Biográfico de Mujeres Argentinas´, (Lily Sosa de Newton),
de Teatro (Perla Sayas de Lima),
de Literatura Infantil (Ruth Mehl),
en una publicación especial que le dedicó la Asociación Argentina de Lectura- Filial Córdoba,
en ´Index Bibliográfico de Autores de Córdoba´ (Bibiana Eguía) y en libros de estudio, antologías, etc.